# خ مثل خانواده
خ مثل خانواده (انگلیسی: F Is for Family) نام یک مجموعه تلویزیونی بزرگسالانه که از شبکه نتفلیکس پخش می‌شود.

## خلاصه داستان
داستان سریال که بر اساس دوران کودکی کمدین "بیل بور" می باشد، در مورد زندگی خانواده ای از قشر متوسط جامعه در دهه 1970 می باشد.